# 格拉澤冰原島峰
74°55′S 70°12′W / 74.917°S 70.200°W
格拉澤冰原島峰（英語：Graser Nunatak）是南極洲的冰原島峰，位於帕爾默地，東南面是海恩利冰原島峰，在1987年以美國地質調查局的製圖師命名，現時由南極條約體系管理。